# حلين العليا (جبلة)

تعديل مصدري - تعديل

حلين العليا محلة تابعة لقرية حلين، التابعة لعزلة جبل رعوين بمديرية جبلة إحدى مديريات محافظة إب في الجمهورية اليمنية، بلغ تعداد سكانها 65 حسب تعداد اليمن لعام 2004.